# Comitatul de Toulouse

Blazonul conţilor de Toulouse

Comitatul de Toulouse a fost o entitate statală medievală, întemeiată îna  doua jumătate a secolului al VIII-lea, inițial vasală față de Ducatul de Aquitania, apoi față de regatul Franței, dar imediat devenit independent de facto și ajungând la apogeul dezvoltării politice la începutul secolului al XIII-lea, când teritoriul său a fost victima războiului cunoscut sub numele de Cruciada albigensiană. Ca urmare a acestuia, prin tratatul de la Paris din 1229, contele Raymond al VII-lea a fost nevoit să se recunoască vasal față de Regatul Franței, iar apoi, în 1271, la moartea ultimului conte, Alphonse al III-lea de Poitou, comitatul devine simplă posesiune a coroanei franceze.

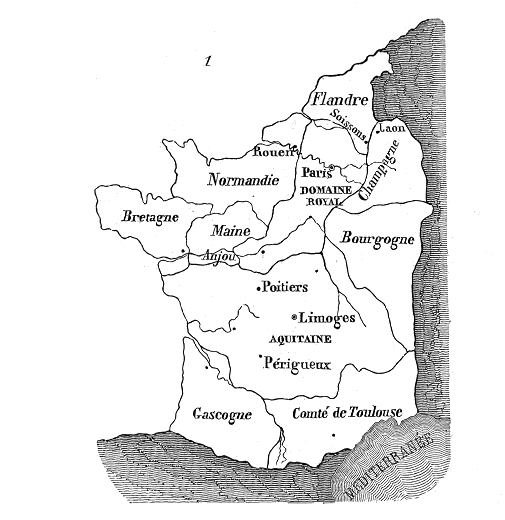
Franţa în secolul al X-lea